# Nicolau de Figueiredo
Nicolau de Figueiredo (São Paulo, 9 de setembro de 1960 — São Paulo, 6 de julho de 2016), foi um importante cravista, organista, pianista e regente brasileiro radicado na Europa nos anos de 1980 especialista no repertório barroco.

## Biografia
Estudou piano, órgão, cravo e música de câmara no Brasil com Irene de Sá Picazio, Sonia Muniz, Maria Helena Silveira, Helena Jank e Roberto de Regina. Em 1980, ao mudar-se para a Europa para estudar no Conservatório de Música de Genebra, foi aluno de Christiane Jaccottet, Lionel Rogg, Michel Corboz, Kenneth Gilbert, Scott Ross e Gustav Leonhardt.
Músico altamente reconhecido, foi vencedor dos primeiros prêmios de Virtuosidade de Cravo do Conservatório de Música de Genebra e do Concurso Internacional de Cravo da Cidade de Nantes, em 1984. Em 1985 também venceu em primeiro lugar o Concurso Internacional de Cravo de Roma. Todos esses concursos abriram portas para o músico atuar nos principais palcos europeus.
Na década de 1990 viveu na Basileia, onde foi professor na Schola Cantorum Basiliensis. Paralelamente deu cursos no Centro de Música de Versalhes e na Universidade de Dortmund.
Entre 2004 e 2007 foi professor de canto barroco no Conservatório Nacional Superior de Música e Dança de Paris. Em 2006 recebeu o Prêmio Choc da revista Le Monde de la Musique, pela gravação do CD de 13 sonatas de Domenico Scarlatti. A revista francesa Diapason definiu o álbum como um dos dez principais discos de 2006, sendo lançado no Brasil pelo selo Clássicos da Revista Concerto.
Além da carreira de docente, trilhou uma trajetória artística de grande sucesso. Participou da gravação da ópera As Bodas de Fígaro, de Mozart. Como convidado, atuou ao lado de grupos de referência do universo da música antiga e barroca como o Concerto Köln, a Freiburger Barockorchester, Akademie für alte Musil de Berlim, Europa Galante e Orchestra of the Age of Enlightenment, sob direção de maestros como Fabio Biondi e René Jacobs. Em 2010, lançou, com o violoncelista Dimos Goudaroulis, o disco O Tenor Perdido.
Em 2011 retornou ao Brasil e exerceu suas atividades como professor, cravista e maestro. Esteve presente na inauguração da Praça das Artes em 2012, onde regeu a Orquestra Sinfônica Municipal de São Paulo e o Coral Paulistano Mário de Andrade na montagem da ópera Orfeu e Eurídice, de Gluck.
Ao lado da OSM apresentou o Concert champêtre para cravo e orquestra, FP 49, de Francis Poulenc, no palco do Theatro Municipal de São Paulo. Diversas vezes também atuou ao lado Quarteto de Cordas da Cidade de São Paulo na Sala do Conservatório.
Tornou-se professor de cravo da Escola Municipal de Música de São Paulo e foi o responsável por criar e coordenar em 2014 a Oficina de Música Antiga.
Vítima de um infarto, morreu aos 55 anos na cidade de São Paulo. Sua morte abalou o meio artístico e cultural, sendo inclusive noticiada no Le Monde.